# 凌霄岩摩崖石刻
凌霄岩摩崖石刻，位于中国广东省阳江市阳春市河朗镇凌霄岩洞内，为阳春市文物保护单位，类型为石窟寺及石刻，公布时间为1979年1月16日。
凌霄岩摩崖石刻的历史年代为民国。